# Cypella crenata
Cypella crenata là một loài thực vật có hoa trong họ Diên vĩ. Loài này được (Vell.) Ravenna miêu tả khoa học đầu tiên năm 1965.